# Pruské
Pruské (in ungherese Poroszka, in tedesco Prusskau) è un comune della Slovacchia facente parte del distretto di Ilava, nella regione di Trenčín.